# Carangas (provins)

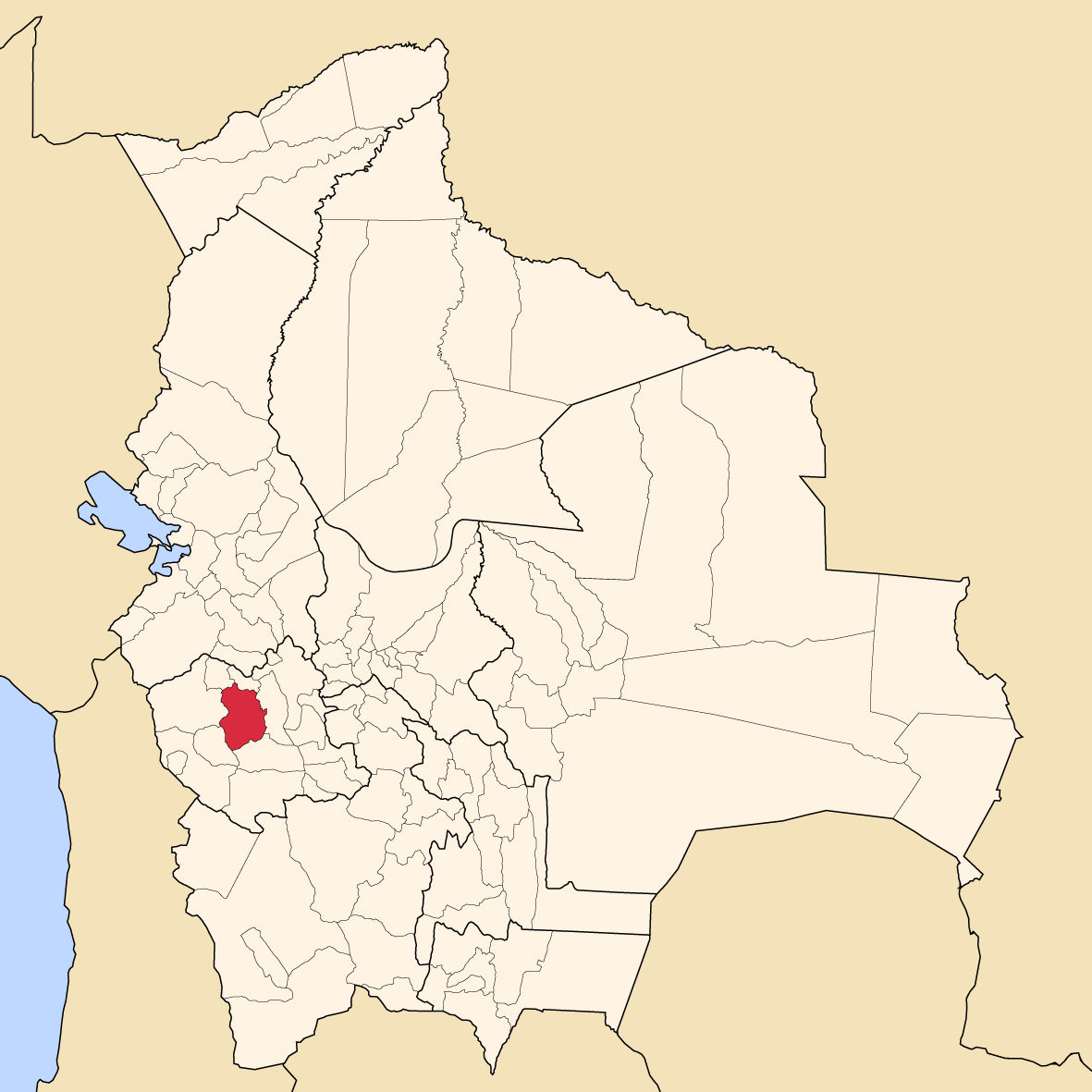
Provinsens läge i Bolivia

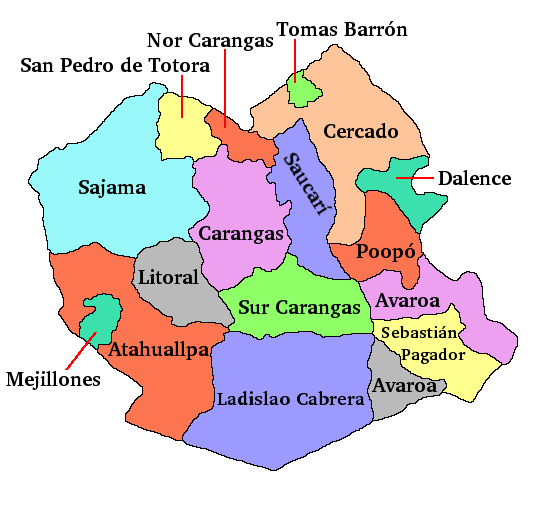
Provinser i Oruro

Carangas är en provins i departementet Oruro i Bolivia. Den administrativa huvudorten är Corque.